# Cantonul Mordelles
Cantonul Mordelles este un canton din arondismentul Rennes, departamentul Ille-et-Vilaine, regiunea Bretania, Franța.

## Comune
- Chavagne
- Cintré
- L'Hermitage
- Mordelles (reședință)
- Le Rheu
- Saint-Gilles